# Sterilace
Sterilace je metoda konzervace potravin.

## Počátky sterilace
V dřívějších dobách lidé řešili problém, jak své jídlo uchovat na delší dobu. Na přelomu 18. a 19. století byla ve Francii vyhlášena odměna tomu, kdo to dokáže. Úkolu se chopil kuchař a cukrář Nicolas Appert, který experimentoval se skleněnými lahvemi s korkovou zátkou, které byly navíc vyztuženy drátem a pečetním voskem a následně byly vkládány do horké lázně na různě dlouhé časové úseky. Jeho experiment trval celých 14 let a za tu dobu se mu podařilo sterilovat ovoce, zeleninu, marmeládu či polévky. V r. 1810 o tom vydal knihu pod názvem L’Art de conserver, pendant plusieurs années, toutes les substances animales et végétales.

## Účel sterilace
Hlavním účelem sterilace (neboli procesu  konzervace teplem ) je teplotní destrukce zdraví škodlivých mikroorganismů, které se docílí  působením vyšších teplot než 100 °C. Zároveň se tím zajistí zdravotní nezávadnost a delší trvanlivost potravin.
Sterilace potravin se provádí šetrnějšími postupy než např. sterilace ve zdravotnictví, kde jsou kladeny vyšší nároky na usmrcení škodlivých mikroorganismů. Při sterilaci potravin je důležité, aby se pokrm zbavil již zmíněných škodlivin a zároveň si uchoval své výživové vlastnosti. Při výběru způsobu sterilace se zohledňují především vlastnosti potravin, které ovlivňují intenzitu růstu mikroorganismů (např. kyselost) a tepelnou odolnost mikroorganismů. Suroviny by měly být před sterilací čisté a čerstvé, což celou sterilaci zefektivní a činí ji úspěšnou.

## Způsoby sterilace
Nejčastějším způsobem sterilace je sterilace teplem, kterou můžeme rozdělit na dva druhy. Za prvé je to známé zavařování do sklenic či plechovek neboli sterilace nepřímým ohřevem v hermeticky uzavřených obalech. Druhým způsobem je tzv. sterilace  mimo obal , při které se tekuté potraviny či potraviny obsahující drobnější kousky, poté co projdou průtokovými výměníky, plní do sterilních obalů z plastu nebo kartonu. Platí zde zásada, že na potraviny s vyšší kyselostí (např. ovoce, zelenina v kyselém nálevu) stačí teplota do 100 °C, zatímco na nekyselé potraviny (např. mléko, maso, zelenina) musíme vyvíjet teplotu nad 100 °C. 
Novým druhem obalu při sterilování je vícevrstvý bariérový sáček. Tento sáček má stejné vlastnosti jako sklo nebo konzerva, ale manipulace se sáčky je velmi praktická a rychlá, odpad ze sáčků je mnohem menší než odpad z konzerv a jídlo si díky speciálnímu procesu zpracování uchová svoji chuť i nutriční hodnoty.

## Sterilované jídlo
Sterilované jídlo se vyznačuje především svou dlouhou trvanlivostí a odolností vůči vnějším vlivům, které je v dnešní době dosaženo pomocí moderních technologií. Zachována je původní chuť i kvalita potraviny bez přidání konzervačních látek a barviv.
Příprava, přeprava a uchování sterilováním je méně energeticky náročné a tak i ekologicky šetrnější než druhý nejznámější způsob - mražení. Moderní sterilizační technologie spočívá v rychlém zahřátí a zchlazení pokrmu tak, aby se v jídle zachovalo co největší množství vitamínů a minerálů. 
Sterilované pokrmy mohou být uchovány ve sklenicích, ve kterých se uchovává především zelenina nebo ovoce v podobě kompotu. Sterilovanou zeleninu i masové pokrmy pak lze nalézt v plechovkách a především pro hotová jídla se nově využívají vícevrstvé sáčky.